# Chứng chỉ Kế toán viên, Kiểm toán viên (Việt Nam)
Chứng chỉ Kế toán viên, Kiểm toán viên là các chứng chỉ nghề nghiệp được cấp bởi Bộ Tài chính (Việt Nam). Chứng chỉ này nhằm mục đích đăng ký hành nghề hoạt động dịch vụ kế toán và kiểm toán, theo quy định hiện hành của pháp luật Việt Nam.
Trong giới kế toán, kiểm toán tại Việt Nam, chứng chỉ này còn được gọi bằng tên gọi không chính thức là chứng chỉ CPA (Certified Public Accountant), tương tự như chứng chỉ hành nghề được cấp bởi Mỹ và Australia.

## Chứng chỉ kế toán viên
Theo Luật Kế toán 2015 của Việt Nam, người được cấp chứng chỉ kế toán viên phải đáp ứng được 3 điều kiện sau:
- Có phẩm chất đạo đức nghề nghiệp, trung thực, liêm khiết, có ý thức chấp hành pháp luật;
- Có bằng tốt nghiệp đại học trở lên thuộc chuyên ngành tài chính, kế toán, kiểm toán hoặc chuyên ngành khác theo quy định của Bộ Tài chính
- Đạt kết quả kỳ thi lấy chứng chỉ kế toán viên

## Chứng chỉ kiểm toán viên
Theo Luật Kiểm toán độc lập 2011 của Việt Nam, kiểm toán viên là người đáp ứng được các tiêu chuẩn sau:
- Có năng lực hành vi dân sự đầy đủ;
- Có phẩm chất đạo đức tốt, có ý thức trách nhiệm, liêm khiết, trung thực, khách quan;
- Có bằng tốt nghiệp đại học trở lên thuộc chuyên ngành tài chính, ngân hàng, kế toán, kiểm toán hoặc chuyên ngành khác theo quy định của Bộ Tài chính;
- Có Chứng chỉ kiểm toán viên theo quy định của Bộ Tài chính.

## Kỳ thi kế toán viên, kiểm toán viên

### Lịch sử kỳ thi
Kỳ thi này được tổ chức lần đầu tiên vào năm 1994 theo quyết định số 237/TC/QĐ/CĐKT của Bộ Tài chính Việt Nam. Khi đó, kỳ thi gồm 8 môn thi, bao gồm: Luật kinh tế, Tài chính doanh nghiệp, Tiền tệ tín dụng, Lý thuyết và thực hành kế toán, Lý thuyết và thực hành kiểm toán, Phân tích hoạt động kinh tế, Tin học và Ngoại ngữ. Lúc này, kỳ thi không giới hạn số năm làm việc trong lĩnh vực kế toán, kiểm toán, tài chính của người dự thi.
Tới năm 2002, Bộ Tài chính sửa đổi quy chế thi của Kỳ thi, nhưng vẫn giữ cơ bản 8 môn thi như quy định của năm 1994. Riêng môn Phân tích hoạt động kinh tế đổi thành Phân tích hoạt động tài chính. Tuy nhiên, kỳ thi bắt đầu đặt ra quy định người dự thi phải có tối thiểu kinh nghiệm 5 năm làm việc trong lĩnh vực kế toán, kiểm toán, tài chính để được tham gia dự thi và cấp chứng chỉ. Người dự thi năm đầu tiên được yêu cầu phải tham gia tối thiểu 4 môn thi. Tổng điểm của 8 môn thi để đủ điều kiện cấp chứng chỉ là 50 điểm.
Năm 2004, lần đầu tiên xuất hiện khái niệm về chứng chỉ kế toán viên. Bộ Tài chính tổ chức một kỳ thi duy nhất nhằm mục đích cấp chứng chỉ kế toán viên và kiểm toán viên cho các thí sinh tham dự kỳ thi. Trong đó thí sinh dự thi chứng chỉ kế toán viên phải tham dự 5 môn thi gồm Pháp luật về kinh tế, Tài chính, Tiền tệ - tín dụng, Kế toán và Tin học. Thí sinh dự thi chứng chỉ kiểm toán viên ngoài 5 môn nêu trên phải tham dự thêm 3 môn thi nữa là Kiểm toán, Phân tích hoạt động tài chính và Ngoại ngữ. Kỳ thi cũng cho phép thí sinh đã có chứng chỉ kế toán viên được thi chuyển tiếp sang chứng chỉ kiểm toán viên .
Năm 2012, Bộ Tài chính đặt ra quy định mới về các môn thi. Trong đó, môn Tin học bị loại bỏ khỏi chương trình thi, trong khi môn Ngoại ngữ loại bỏ phần thi vấn đáp. Như vậy thí sinh chỉ còn phải tham gia dự thi 4 môn đối với chứng chỉ kế toán viên và 7 môn đối với chứng chỉ kiểm toán viên.
Từ năm 2017, Bộ Tài chính thay đổi quy định về số năm kinh nghiệm tối thiểu để được dự thi, giảm từ 5 năm (60 tháng) xuống còn 36 tháng tính từ thời điểm được cấp bằng tốt nghiệp Đại học.
Kỳ thi từ đó được giữ ổn định cho tới nay.

### Đối tượng dự thi
Đối tượng dự thi là người Việt Nam hoặc nước ngoài, đáp ứng đủ các điều kiện sau:
1. Có phẩm chất đạo đức nghề nghiệp, trung thực, liêm khiết, có ý thức chấp hành pháp luật;
2. Có bằng tốt nghiệp đại học trở lên về chuyên ngành Tài chính, Ngân hàng, Kế toán, Kiểm toán; hoặc có bằng tốt nghiệp đại học các chuyên ngành khác với tổng số đơn vị học trình  các môn học: Tài chính, Kế toán, Kiểm toán, Phân tích hoạt động tài chính, Thuế từ 7% trở lên trên tổng số học trình cả khóa học; hoặc có bằng tốt nghiệp đại học các chuyên ngành khác và có văn bằng, chứng chỉ hoàn thành các khoá học do Tổ chức nghề nghiệp quốc tế về kế toán, kiểm toán cấp.
3. Có thời gian công tác thực tế về tài chính, kế toán, kiểm toán tối thiểu 36 tháng; được tính trong khoảng thời gian từ tháng tốt nghiệp ghi trên bằng tốt nghiệp đại học (hoặc sau đại học) đến thời điểm đăng ký dự thi. Thời gian công tác thực tế về kiểm toán bao gồm thời gian làm trợ lý kiểm toán tại doanh nghiệp kiểm toán, thời gian làm kiểm toán nội bộ tại bộ phận kiểm toán nội bộ của đơn vị, thời gian làm kiểm toán tại cơ quan Kiểm toán Nhà nước.
4. Không thuộc đối tượng bị cấm hành nghề Kế toán[7].

Trong các điều kiện nêu trên, điều kiện thứ 3 là có ý nghĩa "đồng thời". Tức là người muốn tham gia dự thi phải tốt nghiệp tối thiểu 36 tháng kể từ ngày được cấp bằng tốt nghiệp và đã có kinh nghiệm làm việc trong lĩnh vực kế toán, tài chính, kiểm toán tối thiểu 36 tháng. 
Ví dụ, một người đăng ký dự thi tốt nghiệp Đại học chuyên ngành kế toán vào tháng 08/2020, bắt đầu đi làm liên tục trong lĩnh vực kế toán từ tháng 09/2020. Nếu tại kỳ thi năm 2023, thời gian nhận hồ sơ dự thi là tháng 08/2023, người này sẽ không đủ điều kiện 36 tháng công tác thực tế về kế toán nên không đủ tư cách dự thi. 
Trường hợp thời gian nhận hồ sơ đăng ký dự thi là tháng 10/2023 và người này đi làm liên tục trong lĩnh vực kế toán từ tháng 09/2020, đủ yêu cầu về số tháng kinh nghiệm, nhưng thực tế bằng Đại học chuyên ngành kế toán được cấp vào tháng 11/2020 thì người này cũng không đủ điều kiện dự thi, do thời điểm đăng ký dự thi chưa tốt nghiệp Đại học đủ 36 tháng.

### Môn thi
Người dự thi lấy chứng chỉ Kế toán viên cần phải tham gia 4 môn thi sau:
- Pháp luật về kinh tế và Luật doanh nghiệp;
- Tài chính và quản lý tài chính nâng cao;
- Thuế và quản lý thuế nâng cao;
- Kế toán tài chính, kế toán quản trị nâng cao.

Người dự thi lấy chứng chỉ Kiểm toán viên, ngoài 4 môn thi của chứng chỉ kế toán viên cần phải tham gia thêm 3 môn thi sau:
- Kiểm toán và dịch vụ bảo đảm nâng cao;
- Phân tích hoạt động tài chính nâng cao;
- Ngoại ngữ (Chọn 1 trong 5 ngôn ngữ sau Anh, Nga, Pháp, Trung Quốc, Đức)

#### Thi sát hạch với người đã có chứng chỉ kế toán, kiểm toán của nước ngoài
Người có chứng chỉ kế toán, kiểm toán viên nước ngoài của tổ chức nghề nghiệp nước ngoài được Bộ Tài chính Việt Nam thừa nhận (cụ thể là tổ chức đó là thành viên của IFAC) và nội dung học và thi để lấy được chứng chỉ đó tương đương hoặc cao hơn nội dung học và thi của chứng chỉ Kế toán viên, Kiểm toán viên tại Việt Nam thì được tham dự kỳ thi sát hạch.
Bài thi sát hạch bao gồm các nội dung liên quan đến luật Việt Nam như sau:
- Pháp luật về kinh tế và Luật doanh nghiệp;

- Tài chính và quản lý tài chính;

- Thuế và quản lý thuế;

- Kế toán tài chính, kế toán quản trị;

- Kiểm toán và dịch vụ bảo đảm.

Riêng phần Kiểm toán và dịch vụ bảo đảm chỉ áp dụng đối với người muốn lấy chứng chỉ Kiểm toán viên.

### Nội dung thi và cấu trúc đề thi của từng môn thi
Hằng năm, Bộ Tài chính Việt Nam sẽ công khai nội dung kỳ thi và tài liệu ôn thi trên cổng thông tin điện tử của Bộ. Các thí sinh có thể tự do tải về để ôn tập cho kỳ thi.
Nội dung thi ứng với từng môn thi về cơ bản được giữ ổn định qua các năm và được cập nhật, bổ sung cho phù hợp với văn bản pháp luật được ban hành mới nhất, nhằm đảm bảo tính thực tiễn cho các nội dung thi, đặc biệt là đối với các môn Pháp luật về kinh tế và Luật doanh nghiệp, Thuế và quản lý thuế nâng cao...
Dưới đây là nội dung thi của kỳ thi 2023 .

#### Pháp luật về Kinh tế và Luật Doanh nghiệp
Gồm các 7 nội dung cơ bản sau:
1. Pháp luật về Doanh nghiệp
2. Pháp luật về Đầu tư
3. Pháp luật về Hợp đồng trong lĩnh vực kinh doanh, thương mại
4. Pháp luật về Cạnh tranh
5. Pháp luật về Giải quyết tranh chấp kinh doanh thương mại
6. Pháp luật về Phá sản
7. Pháp luật về Lao động

Môn Pháp luật về Kinh tế và Luật Doanh nghiệp thi theo hình thức tự luận, viết trên giấy với tổng thời gian làm bài là 180 phút, gồm 5 câu hỏi, mỗi câu 2 điểm.
Kỳ thi 2018 trở về trước, môn này gồm 2 câu hỏi lý thuyết và 3 câu hỏi bài tập xử lý tình huống pháp lý. Kỳ thi năm 2019, cấu trúc đề thi thay đổi thành chỉ còn 1 câu hỏi lý thuyết và tăng số lượng câu hỏi bài tập xử lý tình huống lên thành 4. Từ kỳ thi 2020 trở đi, môn thi này bỏ hẳn các câu hỏi lý thuyết và toàn bộ là 5 câu hỏi bài tập.

#### Tài chính và quản lý tài chính nâng cao
Gồm 12 nội dung cơ bản sau:
1. Vai trò và mục tiêu của quản trị tài chính doanh nghiệp
2. Giá trị thời gian của tiền
3. Rủi ro và tỷ suất sinh lời
4. Định giá trái phiếu và cổ phiếu
5. Dự báo nhu cầu tài chính của doanh nghiệp
6. Quyết định đầu tư vốn của doanh nghiệp
7. Nguồn vốn của Doanh nghiệp
8. Chi phí sử dụng vốn của doanh nghiệp
9. Hệ thống đòn bẩy trong doanh nghiệp
10. Quản trị vốn kinh doanh của doanh nghiệp
11. Phân phối lợi nhuận của doanh nghiệp
12. Định giá doanh nghiệp

Môn Tài chính và Quản lý Tài chính nâng cao thi theo hình thức tự luận, viết trên giấy với tổng thời gian làm bài là 180 phút, gồm 5 câu hỏi, mỗi câu 2 điểm.
Kỳ thi 2018 trở về trước, môn này gồm 2 câu hỏi lý thuyết và 3 câu hỏi bài tập tính toán. Kỳ thi năm 2019, cấu trúc đề thi thay đổi thành chỉ còn 1 câu hỏi lý thuyết và tăng số lượng câu hỏi bài tập tính toán lên thành 4. Từ kỳ thi 2020 trở đi, môn thi này bỏ hẳn các câu hỏi lý thuyết và toàn bộ là 5 câu hỏi bài tập.

#### Thuế và quản lý thuế nâng cao;
Gồm 1 phần về tổng quan, 5 sắc thuế chính và 3 nội dung liên quan đến quản lý thuế như sau:
1. Những vấn đề chung về thuế
2. Thuế giá trị gia tăng
3. Thuế tiêu thụ đặc biệt
4. Thuế xuất khẩu, thuế nhập khẩu
5. Thuế thu nhập doanh nghiệp
6. Thuế thu nhập cá nhân
7. Quản lý thuế
8. Kế hoạch thuế
9. Quy định về dịch vụ hành nghề làm thủ tục về thuế và tư vấn thuế

Môn Thuế và Quản lý thuế nâng cao thi theo hình thức tự luận, viết trên giấy với tổng thời gian làm bài là 180 phút, gồm 5 câu hỏi, mỗi câu 2 điểm.
Kỳ thi 2018 trở về trước, môn này gồm 2 câu hỏi lý thuyết và 3 câu hỏi bài tập xác định số thuế phải nộp cho một hoặc nhiều sắc thuế, tuỳ thuộc vào câu hỏi trong đề thi. Kỳ thi năm 2019, cấu trúc đề thi thay đổi thành chỉ còn 1 câu hỏi lý thuyết và tăng số lượng câu hỏi bài tập xác định tiền thuế phải nộp lên thành 4. Từ kỳ thi 2020 trở đi, môn thi này bỏ hẳn các câu hỏi lý thuyết và toàn bộ là 5 câu hỏi bài tập.

#### Kế toán tài chính, kế toán quản trị nâng cao
Chuyên đề này gồm 6 nội dung cơ bản sau:
1. Một số quy định chung của Luật Kế toán và các văn bản hướng dẫn Luật Kế toán
2. Nội dung 26 chuẩn mực kế toán Việt Nam
3. Một số nguyên tắc kế toán quan trọng diễn giải chuẩn mực kế toán theo chế độ Kế toán doanh nghiệp
4. Phương pháp Lập và trình bày Báo cáo tài chính
5. Báo cáo tài chính hợp nhất
6. Một số nội dung về Kế toán quản trị

Chuyên đề Kế toán được đánh giá là một trong những chuyên đề có phạm vi kiến thức rộng và đa dạng vấn đề nhất trong kỳ thi, đòi hỏi người dự thi phải có kiến thức chắc chắn về Kế toán và tốc độ làm bài nhanh để giải quyết được hết các câu hỏi và yêu cầu của đề bài.
Môn thi này có thời gian làm bài 180 phút với hình thức thi tự luận trên giấy, cũng gồm 5 câu hỏi, mỗi câu 2 điểm. Trong đó, có 1 câu hỏi về kế toán quản trị, 4 câu hỏi về Kế toán tài chính, bao gồm cả lý thuyết và bài tập.

#### Kiểm toán và dịch vụ bảo đảm nâng cao
Gồm nội dung cơ bản sau:
Phần 1: Tổng quan về Kiểm toán và dịch vụ đảm bảo
1. Những vấn đề chung về hoạt động kiểm toán
2. Chuẩn mực đạo đức nghề nghiệp kế toán, kiểm toán

Phần 2: Các chuẩn mực kiểm toán và dịch vụ đảm bảo
1. Các chuẩn mực kiểm toán

- Các vấn đề chung: Mục tiêu tổng thể của Kiểm toán viên khi thực hiện kiểm toán; Hợp đồng kiểm toán; Trách nhiệm của Kiểm toán viên liên quan đến gian lận, hành vi không tuân thủ pháp luật; Kiểm soát chất lượng doanh nghiệp thực hiện kiểm toán...
- Lập kế hoạch kiểm toán 
- Thực hiện kiểm toán: Bằng chứng kiểm toán; Lấy mẫu kiểm toán; Thủ tục phân tích; Kiểm toán ước tính kế toán; Các bên liên quan; Sự kiện phát sinh sau ngày khoá sổ; Hoạt động liên tục; Đánh giá sai sót phát hiện trong quá trình kiểm toán...
- Kết thúc kiểm toán
1. Chuẩn mực kiểm toán với các nội dung đặc biệt
2. Chuẩn mực kiểm toán với các dịch vụ bản đảm khác

- Dịch vụ soát xét báo cáo tài chính thông tin tài chính quá khứ 
- Dịch vụ bảo đảm ngoài dịch vụ kiểm toán và soát xét thông tin tài chính quá khứ  
- Các dịch vụ liên quan
Phần 3: Thực hành kiểm toán các khoản mục chủ yếu của báo cáo tài chính
1. Kiểm toán hàng tồn kho
2. Kiểm toán nợ phải thu
3. Kiểm toán nợ phải trả

Môn Kiểm toán và Dịch vụ bảo đảm nâng cao thi theo hình thức tự luận, viết trên giấy với tổng thời gian làm bài là 180 phút, gồm 5 câu hỏi, mỗi câu 2 điểm.

#### Phân tích hoạt động tài chính nâng cao
Gồm các nội dung cơ bản sau:
Phần 1: Tổng quan về Phân tích hoạt động tài chính nâng cao
1. Mục tiêu và nội dung phân tích hoạt động tài chính doanh nghiệp
2. Phương pháp phân tích hoạt động tài chính doanh nghiệp
3. Tổ chức quy trình phân tích hoạt động tài chính doanh nghiệp
4. Cơ sở dữ liệu phục vụ phân tích hoạt động tài chính doanh nghiệp

Phần 2: Nội dung phân tích hoạt động tài chính doanh nghiệp
1. Phân tích khái quát tình hình tài chính doanh nghiệp
2. Phân tích tình hình huy động vốn và sử dụng vốn của doanh nghiệp
3. Phân tích tình hình tài trợ và đảm bảo vốn cho hoạt động kinh doanh
4. Phân tích tình hình công nợ và khả năng thanh toán
5. Phân tích khả năng tạo tiền và tình hình lưu chuyển tiền tệ
6. Phân tích tình hình kinh doanh của doanh nghiệp
7. Phân tích hiệu suất và hiệu quả sử dụng vốn
8. Phân tích rủi ro tài chính và dự báo nhu cầu tài chính

Môn Phân tích hoạt động tài chính nâng cao thi theo hình thức tự luận, viết trên giấy với tổng thời gian làm bài là 180 phút, gồm 5 câu hỏi, mỗi câu 2 điểm.

#### Ngoại ngữ
(Chọn 1 trong 5 ngôn ngữ sau Anh, Nga, Pháp, Trung Quốc, Đức)
Môn ngoại ngữ (tiếng Anh) chỉ kiểm tra 2 kỹ năng là đọc (Reading) và viết (Writing), thi theo hình thức tự luận trên giấy với tổng thời gian 120 phút, bao gồm các câu hỏi như sau:
Phần I. Đọc hiểu
Bài 1: Thí sinh lựa chọn từ 25 từ/cụm từ cho sẵn để điền vào 15 câu chưa hoàn chỉnh. Mỗi từ cho sẵn chỉ được dùng 1 lần.
Bài 2: Gồm 2 bài khoá, mỗi bài 80-100 từ. Thí sinh phải trả lời 5 câu hỏi cho mỗi bài khoá, gồm 5 câu tự luận (tự viết câu trả lời) ứng với bài khoá số 1 và 5 câu lựa chọn đáp án đúng ứng với thông tin của bài khoá số 2.
Bài 3: Gồm 1 bài khoá 150 từ. Thí sinh phải tự tìm từ/cụm từ thích hợp để điền vào 10 chỗ trống còn thiếu trong bài.
Phần II. Viết.
Bài 1: Gồm 5 câu dùng dạng thích hợp của từ cho sẵn trong ngoặc điền vào chỗ trống để hoàn thành câu. 
Bài 2: Dựa trên các từ cho sẵn, thí sinh phải sắp xếp và thêm các từ, giới từ để viết câu hoàn chỉnh. Có tất cả 10 câu.
Bài 3: Thí sinh phải viết lại câu bằng các từ gợi ý sao cho câu viết lại giữ nguyên ý nghĩa so với câu gốc. Có tất cả 5 câu.
Bài 4: Thí sinh phải dịch 5 câu tiếng Việt ra tiếng Anh và 5 câu tiếng Anh ra tiếng Việt. Nội dung các câu văn ở bài thi này thường về lĩnh vực kế toán, kiểm toán.

### Điều kiện đạt yêu cầu thi

#### Đối với môn thi
Một môn thi được xem là đạt yêu cầu khi điểm môn thi đó từ 5 trở lên.
Thí sinh được bảo lưu điểm thi của môn thi đạt yêu cầu trong vòng 3 năm liên tiếp kể từ năm bắt đầu dự thi môn đó.
Điều này được diễn giải là, điểm thi đạt yêu cầu (trên 5 điểm) chỉ được sử dụng để xét kết quả cho kỳ thi đó và 2 kỳ thi liền kề sau đó. Ví dụ, một thí sinh đạt điểm 6 của môn Thuế và quản lý thuế nâng cao năm 2023 nhưng chưa đạt yêu cầu đối với các môn thi khác, hoặc tổng điểm thi không đạt yêu cầu, thí sinh này được bảo lưu điểm của môn này cho kỳ thi của năm 2024 và 2025. Tức là năm 2024, thí sinh này không cần thi môn Thuế và quản lý thuế nâng cao nữa, và chỉ thi các môn còn lại để vượt qua kỳ thi.
Trường hợp thí sinh các năm trước thi chứng chỉ kế toán viên và đã đạt yêu cầu một số môn nhưng chưa đủ điều kiện để được cấp chứng chỉ kế toán viên, năm sau không đăng ký thi chứng chỉ kế toán viên mà đăng ký thi chứng chỉ kiểm toán viên thì thí sinh sẽ không được bảo lưu điểm của các môn đã thi mà buộc phải thi lại đủ 7 môn của chứng chỉ kiểm toán viên.
Ví dụ: Năm 2023, thí sinh đăng ký dự thi chứng chỉ kế toán viên và có kết quả các môn Kế toán - 8 điểm, Thuế - 9 điểm, Tài chính là 9 điểm, nhưng môn Luật chỉ đạt 4 điểm, chưa đạt yêu cầu thi nên chưa đủ điều kiện được cấp chứng chỉ kế toán viên. Năm 2024, nếu thí sinh đó đăng ký dự thi chứng chỉ kiểm toán viên, thí sinh không được sử dụng điểm bảo lưu của các môn Kế toán, Thuế và Tài chính, mà phải đăng ký dự thi từ đầu. Trường hợp thí sinh muốn bảo lưu điểm của 3 môn đã đạt yêu cầu, thí sinh phải tiếp đăng ký dự thi chứng chỉ kế toán viên. Sau khi có chứng chỉ kế toán viên thì đăng ký thi chuyển tiếp sang chứng chỉ kiểm toán viên.

#### Đối với chứng chỉ kế toán viên
Nếu thí sinh có cả 4 môn thi của chứng chỉ kế toán viên còn được bảo lưu đều đạt yêu cầu (trên 5 điểm), đồng thời tổng điểm 4 môn còn được bảo lưu đạt tối thiểu 25 điểm, thí sinh đó sẽ được tính là đạt yêu cầu thi và được cấp chứng chỉ kế toán viên.
Ví dụ: Thí sinh đạt 5 điểm cho cả 4 môn thi, tuy đã đạt yêu cầu với cả 4 môn, nhưng tổng điểm là 20 điểm, chưa đủ điều kiện để cấp chứng chỉ kế toán viên. Thí sinh này cần tiếp tục đăng ký dự thi để nâng tổng điểm lên tối thiểu 25 điểm để được cấp chứng chỉ.
Tuy nhiên, nếu thí sinh đăng ký dự thi chứng chỉ kiểm toán viên, và đạt đủ điều kiện nêu trên với 4 môn của chứng chỉ kế toán viên, nhưng chưa đủ điều kiện để lấy được chứng chỉ kiểm toán viên, thì thí sinh đó cũng không được xét cấp chứng chỉ kế toán viên.

#### Đối với chứng chỉ kiểm toán viên
Nếu thí sinh có cả 7 môn thi của chứng chỉ kiểm toán viên còn được bảo lưu đều đạt yêu cầu (trên 5 điểm), đồng thời tổng điểm 6 môn còn được bảo lưu (trừ môn Ngoại ngữ) đạt tối thiểu 38 điểm, thí sinh đó sẽ được tính là đạt yêu cầu thi và được cấp chứng chỉ kiểm toán viên.
Nếu thí sinh đã có chứng chỉ kế toán viên và thi chuyển tiếp sang chứng chỉ kiểm toán viên, nếu có cả 3 môn thi còn lại của chứng chỉ kiểm toán viên còn được bảo lưu đều đạt yêu cầu (trên 5 điểm), đồng thời tổng điểm 2 môn còn được bảo lưu (trừ môn Ngoại ngữ) đạt tối thiểu 12,5 điểm, thí sinh đó sẽ được tính là đạt yêu cầu thi và được cấp chứng chỉ kiểm toán viên.

### Các kỳ thi kế toán viên, kiểm toán viên

#### Kỳ thi năm 2017
Ngày 08 tháng 12 năm 2017, Bộ Tài chính thông báo sẽ tổ chức kỳ thi kiểm toán viên, kế toán viên năm 2017 vào ngày 22, 23, 25, 26/11/2018.
Thí sinh miền Bắc sẽ thi tại Trường Đại học Y tế Công Cộng, số 1A Đức Thắng, Quận Bắc Từ Liêm, Thành phố Hà Nội. Thí sinh miền Nam sẽ thi tại Trường Đại học Tài chính Marketing, 2/4 Trần Xuân Soạn, Phường Tân Thuận Tây, Quận 7, Thành phố Hồ Chí Minh.
Theo danh sách công bố của Bộ Tài Chính, số lượng thí sinh đăng ký dự thi và được cấp chứng chỉ như sau
| Chứng chỉ                                       | Miền Bắc       | Miền Bắc      | Miền Bắc | Miền Nam       | Miền Nam      | Miền Nam | Tổng           | Tổng          | Tổng   |
| ----------------------------------------------- | -------------- | ------------- | -------- | -------------- | ------------- | -------- | -------------- | ------------- | ------ |
| Chứng chỉ                                       | Đăng ký dự thi | Cấp chứng chỉ | Tỷ lệ    | Đăng ký dự thi | Cấp chứng chỉ | Tỷ lệ    | Đăng ký dự thi | Cấp chứng chỉ | Tỷ lệ  |
| Kế toán viên                                    | 508            | 91            | 17.91%   | 656            | 46            | 7.01%    | 1,164          | 137           | 11.77% |
| Kiểm toán viên                                  | 721            | 242           | 32.53%   | 577            | 134           | 22.64%   | 1,298          | 376           | 28.14% |
| Chuyển tiếp từ kế toán viên sang kiểm toán viên | 23             | 242           | 32.53%   | 15             | 134           | 22.64%   | 38             | 376           | 28.14% |
| Sát hạch kiểm toán viên                         | 69             | 26            | 37.68%   | 90             | 53            | 58.89%   | 159            | 79            | 46.69% |
| Sát hạch kế toán viên                           | 1              | 0             | 0.00%    | 7              | 0             | 0.00%    | 8              | 0             | 0.00%  |
| Tổng                                            | 1,322          | 359           | 27.16%   | 1,345          | 233           | 17.32%   | 2,667          | 592           | 22.20% |

#### Kỳ thi năm 2018
Ngày 18 tháng 10 năm 2018, Bộ Tài chính thông báo sẽ tổ chức kỳ thi kiểm toán viên, kế toán viên năm 2018 vào ngày 01, 02, 03, 04/11/2018.
Thí sinh miền Bắc sẽ thi tại Trường Đại học Y tế Công Cộng, số 1A Đức Thắng, Quận Bắc Từ Liêm, Thành phố Hà Nội. Thí sinh miền Nam sẽ thi tại Trường Đại học Tài chính Marketing, 2/4 Trần Xuân Soạn, Phường Tân Thuận Tây, Quận 7, Thành phố Hồ Chí Minh.
Theo danh sách công bố của Bộ Tài Chính, số lượng thí sinh đăng ký dự thi và được cấp chứng chỉ như sau:
| Chứng chỉ                                       | Miền Bắc       | Miền Bắc      | Miền Bắc | Miền Nam       | Miền Nam      | Miền Nam | Tổng           | Tổng          | Tổng   |
| ----------------------------------------------- | -------------- | ------------- | -------- | -------------- | ------------- | -------- | -------------- | ------------- | ------ |
| Chứng chỉ                                       | Đăng ký dự thi | Cấp chứng chỉ | Tỷ lệ    | Đăng ký dự thi | Cấp chứng chỉ | Tỷ lệ    | Đăng ký dự thi | Cấp chứng chỉ | Tỷ lệ  |
| Kế toán viên                                    | 648            | 79            | 12.19%   | 779            | 55            | 7.06%    | 1,427          | 134           | 9.39%  |
| Kiểm toán viên                                  | 765            | 217           | 26.66%   | 738            | 148           | 19.40%   | 1,503          | 365           | 23.15% |
| Chuyển tiếp từ kế toán viên sang kiểm toán viên | 49             | 217           | 26.66%   | 25             | 148           | 19.40%   | 74             | 365           | 23.15% |
| Sát hạch kiểm toán viên                         | 81             | 49            | 60.49%   | 53             | 20            | 37.74%   | 134            | 69            | 51.49% |
| Sát hạch kế toán viên                           | 1              | 0             | 0.00%    | 3              | 0             | 0.00%    | 4              | 0             | 0.00%  |
| Tổng                                            | 1,544          | 345           | 22.34%   | 1,598          | 223           | 13.95%   | 3,142          | 568           | 18.08% |

#### Kỳ thi năm 2019
Ngày 11 tháng 11 năm 2019, Bộ Tài chính thông báo sẽ tổ chức kỳ thi kiểm toán viên, kế toán viên năm 2019 vào ngày 14, 15, 21, 22/12/2019.
Trong đó, thí sinh miền Bắc sẽ dự thi tại Nhà D3-D5,Trường Đại học Bách Khoa Hà Nội, Quận Hai Bà Trưng, Thành phố Hà Nội. Thí sinh miền Nam sẽ dự thi tại Trường Đại học Tài chính Marketing, 2/4 Trần Xuân Soạn, Phường Tân Thuận Tây, Quận 7, Thành phố Hồ Chí Minh.
Theo danh sách công bố của Bộ Tài Chính, số lượng thí sinh đăng ký dự thi và được cấp chứng chỉ như sau:
| Chứng chỉ                                       | Miền Bắc       | Miền Bắc      | Miền Bắc | Miền Nam       | Miền Nam      | Miền Nam | Tổng           | Tổng          | Tổng   |
| ----------------------------------------------- | -------------- | ------------- | -------- | -------------- | ------------- | -------- | -------------- | ------------- | ------ |
| Chứng chỉ                                       | Đăng ký dự thi | Cấp chứng chỉ | Tỷ lệ    | Đăng ký dự thi | Cấp chứng chỉ | Tỷ lệ    | Đăng ký dự thi | Cấp chứng chỉ | Tỷ lệ  |
| Kế toán viên                                    | 719            | 98            | 13.63%   | 893            | 119           | 13.33%   | 1,612          | 217           | 13.46% |
| Kiểm toán viên                                  | 909            | 285           | 28.93%   | 776            | 195           | 24.01%   | 1,685          | 480           | 26.71% |
| Chuyển tiếp từ kế toán viên sang kiểm toán viên | 76             | 285           | 28.93%   | 36             | 195           | 24.01%   | 112            | 480           | 26.71% |
| Sát hạch kiểm toán viên                         | 72             | 29            | 40.28%   | 81             | 23            | 28.40%   | 153            | 52            | 33.99% |
| Sát hạch kế toán viên                           | 2              | 0             | 0.00%    | 6              | 0             | 0.00%    | 8              | 0             | 0.00%  |
| Tổng                                            | 1,778          | 412           | 23.17%   | 1,792          | 337           | 18.81%   | 3,570          | 749           | 20.98% |

#### Kỳ thi năm 2020
Ngày 02 tháng 11 năm 2020, Bộ Tài chính thông báo sẽ tổ chức kỳ thi kiểm toán viên, kế toán viên năm 2020 vào ngày 19, 20, 26, 27/12/2020. 
Ngày 04 tháng 12 năm 2020, bằng thông báo số 06/TB-HĐT, kỳ thi đã được Bộ Tài chính tạm hoãn tổ chức với lý do "trong bối cảnh tình hình phức tạp của dịch Covid, để đảm bảo thực hiện nghiêm chỉ đạo của Thủ tướng Chính phủ và các đơn vị chức năng trong việc tăng cường thực hiện phòng chống dịch Covid-19". Tuy nhiên, thời điểm này, Việt Nam đang kiểm soát tương đối tốt dịch bệnh khi số ca mắc Covid-19 thuộc nhóm thấp nhất trên thế giới.
Ngày 19 tháng 04 năm 2021, Bộ Tài chính ban hành thông báo số 08/TB-HĐT về việc sẽ tổ chức lại kỳ thi vào ngày 19, 20, 26, 27/06/2021.
Ngày 28 tháng 05 năm 2021, kỳ thi tiếp tục bị hoãn tổ chức theo thông báo 09/TB-HĐT với lý do "để đảm bảo thực hiện nghiêm chỉ đạo của Thủ tướng Chính phủ và các đơn vị chức năng trong việc tăng cường phòng chống dịch Covid-19". Trong thông báo này, Bộ Tài chính cũng hứa hẹn sẽ tổ chức lại kỳ thi ngay sau khi dịch bệnh Covid-19 được kiểm soát, các hoạt động xã hội diễn ra bình thường. Quyết định này được xem là đúng đắn vì ngay sau đó, dịch bệnh bùng phát dữ dội tại Thành phố Hồ Chí Minh và sau đó lan ra cả nước.
Ngày 08 tháng 04 năm 2022, Bộ Tài chính chính thức thông báo, kỳ thi được tổ chức vào ngày 14, 15, 21, 22/05/2022 tại Hà Nội và Thành phố Hồ Chí Minh.
Trong đó, địa điểm thi tại khu vực Miền Bắc là Học viện Hậu Cần, Phường Ngọc Thụy, Quận Long Biên, Thành phố Hà Nội. Địa điểm thi khu vực Miền Nam là Trường Đại học Tài chính - Marketing, 27 Tân Mỹ, Phường Tân Thuận Tây, Quận 7, Thành phố Hồ Chí Minh.
Theo danh sách công bố của Bộ Tài Chính, số lượng thí sinh đăng ký dự thi và được cấp chứng chỉ như sau:
| Chứng chỉ                                       | Miền Bắc       | Miền Bắc      | Miền Bắc | Miền Nam       | Miền Nam      | Miền Nam | Tổng           | Tổng          | Tổng   |
| ----------------------------------------------- | -------------- | ------------- | -------- | -------------- | ------------- | -------- | -------------- | ------------- | ------ |
| Chứng chỉ                                       | Đăng ký dự thi | Cấp chứng chỉ | Tỷ lệ    | Đăng ký dự thi | Cấp chứng chỉ | Tỷ lệ    | Đăng ký dự thi | Cấp chứng chỉ | Tỷ lệ  |
| Kế toán viên                                    | 848            | 98            | 11.56%   | 992            | 67            | 6.75%    | 1840           | 165           | 8.97%  |
| Kiểm toán viên                                  | 845            | 189           | 20.77%   | 776            | 148           | 17.47%   | 1621           | 337           | 19.18% |
| Chuyển tiếp từ kế toán viên sang kiểm toán viên | 65             | 189           | 20.77%   | 71             | 148           | 17.47%   | 136            | 337           | 19.18% |
| Sát hạch kiểm toán viên                         | 76             | 29            | 38.16%   | 68             | 11            | 16.18%   | 144            | 40            | 27.78% |
| Sát hạch kế toán viên                           | 1              | 0             | 0.00%    | 7              | 0             | 0.00%    | 8              | 0             | 0.00%  |
| Tổng                                            | 1,835          | 316           | 17.22%   | 1,914          | 226           | 11.81%   | 3,749          | 542           | 14.46% |

#### Kỳ thi năm 2021
Ngày 14 tháng 10 năm 2022, cùng với thông báo về kỳ thi kiểm toán viên, kế toán viên năm 2022, Bộ Tài chính đã ra thông báo huỷ kỳ thi năm 2021 với lý do là "do điều kiện bất khả kháng là dịch bệnh Covid-19 nên Bộ Tài chính không tổ chức kỳ thi kiểm toán viên, kế toán viên năm 2021".
Tuy nhiên, điều này vi phạm điều 8, thông tư 91/2017/TT-BTC do chính Bộ Tài chính ban hành, trong đó quy định "Hội đồng thi tổ chức ít nhất mỗi năm một kỳ thi vào quý III hoặc quý IV." và trong thông tư này cũng không quy định nội dung được phép huỷ kỳ thi trong trường hợp "bất khả kháng".
Đây cũng là lần đầu tiên trong lịch sử, kỳ thi kiểm toán viên, kế toán viên không được tổ chức.
Để đảm bảo quyền lợi bảo lưu trong 3 năm liên tục kết quả thi của môn thi đạt yêu cầu cho các thí sinh đã tham gia kỳ thi các năm trước nhưng chưa đủ điều kiện cấp chứng chỉ, Bộ Tài chính đã cho phép việc bảo lưu điểm sẽ thực hiện trong 3 năm tổ chức kỳ thi liên tiếp, cụ thể:
- Điểm kỳ thi năm 2018 được bảo lưu cho kỳ thi năm 2019, 2020.
- Điểm kỳ thi năm 2019 được bảo lưu cho kỳ thi năm 2020, 2022.
- Điểm kỳ thi năm 2020 được bảo lưu cho kỳ thi năm 2022, 2023.

#### Kỳ thi năm 2022
Ngày 05 tháng 10 năm 2022, Bộ Tài chính thông báo tổ chức kỳ thi kiểm toán viên, kế toán viên năm 2022 vào các ngày 17, 18, 24, 25/12/2022. 
Trong đó, địa điểm thi tại khu vực Miền Bắc là Học viện Hậu Cần, Phường Ngọc Thụy, Quận Long Biên, Thành phố Hà Nội. Địa điểm thi khu vực Miền Nam là Trường Đại học Tài chính - Marketing, 27 Tân Mỹ, Phường Tân Thuận Tây, Quận 7, Thành phố Hồ Chí Minh.
Đến ngày 12 tháng 12 năm 2022, Bộ Tài chính thông báo thay đổi địa điểm thi khu vực Miền Nam về Trường Đại học Tài chính - Marketing, B2/1A đường 385, Tăng Nhơn Phú A, Thành phố Thủ Đức, Thành phố Hồ Chí Minh.
Theo danh sách công bố của Bộ Tài Chính, số lượng thí sinh đăng ký dự thi và được cấp chứng chỉ như sau:
| Chứng chỉ                                       | Miền Bắc       | Miền Bắc      | Miền Bắc | Miền Nam       | Miền Nam      | Miền Nam | Tổng           | Tổng          | Tổng   |
| ----------------------------------------------- | -------------- | ------------- | -------- | -------------- | ------------- | -------- | -------------- | ------------- | ------ |
| Chứng chỉ                                       | Đăng ký dự thi | Cấp chứng chỉ | Tỷ lệ    | Đăng ký dự thi | Cấp chứng chỉ | Tỷ lệ    | Đăng ký dự thi | Cấp chứng chỉ | Tỷ lệ  |
| Kế toán viên                                    | 880            | 126           | 14.32%   | 1083           | 107           | 9.88%    | 1963           | 233           | 11.87% |
| Kiểm toán viên                                  | 870            | 246           | 26.34%   | 719            | 166           | 21.64%   | 1589           | 412           | 24.22% |
| Chuyển tiếp từ kế toán viên sang kiểm toán viên | 64             | 246           | 26.34%   | 48             | 166           | 21.64%   | 112            | 412           | 24.22% |
| Sát hạch kiểm toán viên                         | 66             | 19            | 28.79%   | 78             | 17            | 21.79%   | 144            | 36            | 25.00% |
| Sát hạch kế toán viên                           | 4              | 0             | 0.00%    | 9              | 1             | 11.11%   | 13             | 1             | 7.69%  |
| Tổng                                            | 1,884          | 391           | 20.75%   | 1,937          | 291           | 15.02%   | 3,821          | 682           | 17.85% |

#### Kỳ thi năm 2023
Vào ngày 01 tháng 12 năm 2023, Bộ Tài chính Việt Nam thông báo sẽ tổ chức kỳ thi kế toán viên, kiểm toán viên năm 2023 vào các ngày 16,17,23,24/12/2023.
Trong đó, địa điểm thi tại khu vực Miền Bắc là Học viện Tài Chính, 69 Đức Thắng, Phường Đức Thắng, Quận Bắc Từ Liêm, Thành phố Hà Nội. Địa điểm thi khu vực Miền Nam là Trường Đại học Tài chính - Marketing, B2/1A đường 385, Tăng Nhơn Phú A, Thành phố Thủ Đức, Thành phố Hồ Chí Minh.
Theo danh sách công bố của Bộ Tài Chính, số lượng thí sinh đăng ký dự thi và được cấp chứng chỉ như sau :
| Chứng chỉ                                       | Miền Bắc       | Miền Bắc      | Miền Bắc | Miền Nam       | Miền Nam      | Miền Nam | Tổng           | Tổng          | Tổng   |
| ----------------------------------------------- | -------------- | ------------- | -------- | -------------- | ------------- | -------- | -------------- | ------------- | ------ |
| Chứng chỉ                                       | Đăng ký dự thi | Cấp chứng chỉ | Tỷ lệ    | Đăng ký dự thi | Cấp chứng chỉ | Tỷ lệ    | Đăng ký dự thi | Cấp chứng chỉ | Tỷ lệ  |
| Kế toán viên                                    | 1.189          | 148           | 12.45%   | 1.338          | 113           | 8.44%    | 2.527          | 261           | 10.33% |
| Kiểm toán viên                                  | 914            | 250           | 24.85%   | 909            | 186           | 18.88%   | 1.823          | 436           | 21.90% |
| Chuyển tiếp từ kế toán viên sang kiểm toán viên | 92             | 250           | 24.85%   | 76             | 186           | 18.88%   | 168            | 436           | 21.90% |
| Sát hạch kiểm toán viên                         | 56             | 27            | 48.21%   | 80             | 45            | 56.25%   | 136            | 72            | 52.94% |
| Sát hạch kế toán viên                           | 6              | 3             | 50.00%   | 10             | 2             | 20.00%   | 16             | 5             | 31.25% |
| Tổng                                            | 2.257          | 428           | 18.96%   | 2.413          | 346           | 14.34%   | 4.670          | 774           | 16.57% |

#### Kỳ thi năm 2024
Vào ngày 19 tháng 11 năm 2023, Bộ Tài chính Việt Nam thông báo sẽ tổ chức kỳ thi kế toán viên, kiểm toán viên năm 2023 vào các ngày 14,15,21,22/12/2024.
Trong đó, địa điểm thi tại khu vực Miền Bắc là Học viện Tài Chính, 69 Đức Thắng, Phường Đức Thắng, Quận Bắc Từ Liêm, Thành phố Hà Nội. Địa điểm thi khu vực Miền Nam là Trường Đại học Tài chính - Marketing, 27 Tân Mỹ, Tân Thuận Tây, Quận 7, Thành phố Hồ Chí Minh.
Theo danh sách công bố của Bộ Tài Chính, số lượng thí sinh đăng ký dự thi như sau:
| Chứng chỉ                                       | Miền Bắc | Miền Nam | Tổng  |
| ----------------------------------------------- | -------- | -------- | ----- |
| Kế toán viên                                    | 1.356    | 1.723    | 3.079 |
| Kiểm toán viên                                  | 990      | 982      | 1.972 |
| Chuyển tiếp từ kế toán viên sang kiểm toán viên | 120      | 93       | 213   |
| Sát hạch kế toán viên                           | 2        | 5        | 7     |
| Sát hạch kiểm toán viên                         | 55       | 75       | 130   |
| Tổng                                            | 2.523    | 2.878    | 5.401 |